# パンチドランク (劇団)
パンチドランク（Punchdrunk）は、2000年にフェリックス・バレットによって設立されたイギリスの劇団。没入型演劇「イマーシブシアター」を生み出したことで知られる。

## 概要
パンチドランクは「演劇ではなく体験を上演する劇団」と評され、その最大の特徴はイマーシブシアターと呼ばれる没入型の公演スタイルにある。イマーシブシアターにおいて、観客は建物の中で同時多発的に上演されるパフォーマンスを、自由に歩き回りながら自由な視点で目撃することができる。緻密な空間設計をはじめ、照明や音響、香りを駆使した五感を刺激する演出、ディティールまでこだわりぬかれた小道具類といった各要素によって、観客の没入感はより高められる。なお、劇団名の「パンチドランク」とは、ボクシングで多量のパンチを受けた衝撃による酩酊状態を意味する言葉。観客があらゆる感覚を通じて物語を体感し、深い感情的・身体的な影響を受けるような体験を通じて「可能性に満ちた心地よいめまい」をもたらすことが期待されている。
こうしたイマーシブシアターの原型は、バレットがエクセター大学で演劇を学んでいたときに生まれたという。演劇の学位取得の最終試験の一環としてゲオルク・ビューヒナーの未完の戯曲『ヴォイツェック』を演出した際、エクセターにある廃兵舎を舞台として使い、各場面を同時進行させ観客がその中を探検するという形式を採用した。パンチドランクはその後イマーシブシアター形式の作品を次々に制作・上演、従来の受動的な演劇鑑賞スタイルを覆すその新しい手法は早くから注目された。イマーシブシアターはその後ロンドンやニューヨークを中心に広がり、数多くのカンパニーによって上演されている。古典作品を物語の題材としていることも、パンチドランクによるイマーシブシアターの特徴である。これまでにも、シェイクスピア、チェーホフ、ポーといった作家の古典を下敷きにした作品が上演されている。特にシェイクスピアの『マクベス』が基となった『スリープ・ノー・モア Sleep No More』はパンチドランクの代表作として名高く、2003年にロンドンで、2009年にボストンで上演されたのち、2011年からはニューヨークで、2016年からは上海で、常設公演としてロングランを続けている。
2020年には拡張現実（AR）を用いた位置情報ゲームの制作を行う企業ナイアンティックと業務提携し、次世代の体験の開発に取り組んでいる。リリース時のステートメントでは、「インタラクティブな観客体験の未来は、ゲームと演劇のクロスセクションにある」と述べられている。
なお、パンチドランクは、アーツカウンシル・イングランドのナショナル・ポートフォリオ・オーガニゼーションに指定されており、多くの資金援助を受けているほか、民間からの出資も得ている。

## 作品リスト

### イマーシブシアター
| 年      | タイトル（英）                     | 会場                                                                                                   | 備考 |
| ------- | ---------------------------------- | --- | --- |
| 2000    | Woyzeck                            | エクセターの廃兵舎                                                                                     | - ゲオルク・ビューヒナーの未完の戯曲『ヴォイツェック』の翻案 |
| 2000    | The Cherry Orchard                 | | - アントン・チェーホフの戯曲『桜の園』を基にした作品 |
| 2000    | The Moonslave                      | | - オリジナル作品 - 観客はキャンドルを手に仮面をつけた運転手と一緒に一人ずつ密林の中を進んでいき、そこで物語が展開された |
| 2000    | The House of Oedipus               | デヴォンにあるポルティモアハウスの庭園                                                                 | - ソポクレスの戯曲『オイディプス王』『アンティゴネ』 の翻案 |
| 2002    | Midsummer Night's Dream            | 民家と庭                                                                                               | - シェイクスピアの喜劇『夏の夜の夢』を、民家と庭を舞台として翻案 |
| 2002    | Chair                              | Old Seager蒸留所（ロンドン・デトフォード）                                                             | - ウジェーヌ・イヨネスコの戯曲『椅子』を基にした作品 |
| 2003    | The Tempest                        | Old Seager蒸留所（ロンドン・デトフォード）                                                             | - シェイクスピアの戯曲『テンペスト』の翻案 - 蒸留所の5階建ての建物でプロスペローの住む絶海の孤島を表現した |
| 2003    | Sleep No More                      | ロンドンのビューフォイ・ビルディング、ヴィクトリア朝の古い学校                                         | - シェイクスピアの『マクベス』を、ヒッチコックのスリラー映画のスタイルによって翻案 - ヒッチコックの名作映画のサウンドトラックから再編集した音楽を使用 |
| 2004    | Woyzeck                            | ビッグ・チル・フェスティバルにて上演                                                                   | - ゲオルク・ビューヒナーの未完の戯曲『ヴォイツェック』の翻案 |
| 2005    | Marat/Sade                         | ビッグ・チル・フェスティバルにて上演                                                                   | - ペーター・ヴァイスの戯曲『マルキ・ド・サドの演出のもとにシャラントン精神病院患者たちによって演じられたジャン＝ポール・マラーの迫害と暗殺』の翻案 |
| 2005    | The Firebird Ball                  | サウスロンドンの廃工場（産業遺産）、オフリー・ワークス                                                 | - シェイクスピアの戯曲『ロミオとジュリエット』およびストラヴィンスキーのバレエ『火の鳥』を基にした作品 - 6週間にわたって上演され、The Observer Review of the YearのBest Out-of-Theatre Experience賞を受賞 |
| 2006-07 | Faust                              | ロンドンのワッピング地区の5階建ての廃墟となった資料倉庫、広さ150,000平方フィート（14,000平方メートル） | - ゲーテの『ファウスト』第一部を、1950年代中西部の小さな町を舞台として翻案 - 公演期間：2006年10月10日-2007年3月31日 - 6か月間にわたって119回上演され、約3万人の観客を動員 - ナショナル・シアターの芸術監督ニコラス・ハイトナーが前作『The Firebird Ball』を体験して気に入り、今作はパンチドランクとナショナル・シアターによる共同制作となった - イブニング・スタンダード・シアター・アワードの最有望新人賞にノミネート、2006年にはクリティックス・サークル・シアター・アワードの最優秀デザイナー賞を受賞 |
| 2007–08 | The Masque of the Red Death        | バタシー・アーツ・センター（ロンドン）                                                                 | - 表題作『赤死病の仮面』をはじめ『黒猫』や『告げ口心臓』などエドガー・アラン・ポーの8つの物語を下敷きにした作品 - バタシー・アーツ・センターとの共同制作 - 公演期間：2007年10月5日-2008年4月12日 - 7か月間にわたって上演され、4万人以上の観客を動員 - 各公演は舞踏会のシーンでクライマックスを迎えるが、金曜日と土曜日の夜の公演後には、インタラクティブなパフォーマンス、有名人ゲスト、生バンド、キャバレーなど趣向を凝らしたアフターパーティ「Red Death Lates」が開催された                            |
| 2009    | Tunnel 228                         | ロンドンのウォータールー駅地下にある廃墟と化したトンネル                                               | - フリッツ・ラングによる無声映画の傑作『メトロポリス』にインスピレーションを受けた作品 - オールド・ヴィック・シアターとのコラボレーション作品 |
| 2009    | Sleep No More                      | オールド・リンカーン・スクール（マサチューセッツ州ブルックライン）                                     | - 2003年にロンドンで上演された同名作品をボストンで再演 - アメリカン・レパートリー・シアターの協力のもと、マサチューセッツ州ブルックラインのオールド・リンカーン・スクールにて上演 |
| 2009    | It Felt Like A Kiss                | マンチェスターのスピニングフィールズにある寂れたオフィス街                                             | - マンチェスター国際映画祭の依頼を受け、ドキュメンタリー作家のアダム・カーティス、ミュージシャンのデーモン・アルバーンと共同で制作 - マンチェスター・イブニング・ニュース賞のベスト・スペシャル・エンターテインメント賞を受賞 |
| 2010    | The Duchess of Malfi               | ロンドンのグレート・イースタン・キーにある廃業した製薬会社の本社ビル                                   | - ジョン・ウェブスターの戯曲をトルステン・ラッシュの作曲によりオペラ化した作品 - イングリッシュ・ナショナル・オペラとの共同制作であり、69人編成の交響楽団が出演 |
| 2011    | Sleep No More                      | ニューヨーク・マンハッタン27丁目530番地の使われなくなった倉庫群を「マッキトリック・ホテル」として使用  | - 同名作品（2003年ロンドン公演、2009年ボストン再演）を2011年からニューヨークで常設公演として再制作したもの - ドラマ・デスク・アワードのユニーク・シアトリカル・エクスペリエンス賞、オビー賞のでデザイン・振付特別賞を受賞したほか、各紙から高い評価を受ける |
| 2011    | The Crash of the Elysium           | マンチェスター国際フェスティバルにて上演                                                               | - SFテレビドラマシリーズ『ドクター・フー』とのコラボレーションによる、主に6歳から12歳の子供向けのイマーシブシアター |
| 2013    | The borough                        | オールドバラ音楽祭にて上演                                                                             | - ブリテンのオペラ『ピーター・グライムズ』をモチーフに、作品のインスピレーションとなった町や、ブリテンが晩年に暮らした町を観客が一人一人巡るというプロジェクト - "The borough"は『ピーター・グライムズ』の原作となったジョージ・クラッブの詩のタイトル - オールドバラ音楽祭の創設者の一人であるブリテンの生誕100周年を記念する同音楽祭のために制作された - 公演期間：2013年6月7日-23日 |
| 2013-14 | The Drowned Man: A Hollywood Fable | ロンドンのパディントンにある使われなくなった郵便局                                                     | - ゲオルク・ビューヒナーの未完の戯曲『ヴォイツェック』を、1960年代ハリウッドの映画スタジオを舞台にして翻案した作品 - ナショナル・シアターとの共同制作 |
| 2017    | Kabeiroi                           | ロンドン全域                                                                                           | - 古代ギリシアの神話にインスパイアされた作品 - 特定の建物（サイト）の内部を歩き回る従来の公演とは異なり、2人組で指示に従いながらロンドン中を約6時間移動し、物語を体験するという形式 - チケットは432組のみに発売され、メディアにもチケットがいきわたらなかったという |
| 2022-   | The Burnt City                     | ウーリッジ・アーセナル（ロンドン）にある軍需工場だった建物2棟                                          | - 2つの古典悲劇、アイスキュロスの『アガメムノーン』とエウリピデスの『ヘカベ』を核としてトロイ陥落を描いた作品 |

### テレビドラマ
| 年   | タイトル（英） | タイトル（日）              | 出演                                                         | 備考                                 |
| ---- | -------------- | --------------------------- | ------------------------------------------------------------ | ------------------------------------ |
| 2020 | The Third Day  | サード・デイ 〜祝祭の孤島〜 | ジュード・ロウ、キャサリン・ウォーターストン、ナオミ・ハリス | 世界初の没入型テレビドラマとして制作 |

## パンチドランク・インターナショナル
2015年、パンチドランクは新たな制作会社、パンチドランク・インターナショナルを設立した。フェリックス・バレットとパンチドランクのクリエイティブチームによるオリジナル作品制作のほか、パンチドランクの作品の一部の国内外でのプロデュースを行っている。Shanghai Media Groupと共同制作された上海版の『スリープ・ノー・モア』もこれに含まれる。
また、北米サムスンと長期的なクリエイティブ・パートナーシップを結んでいる。同社とのコラボレーションで作られたプロジェクトには、2016年のカンヌライオンズ・フェスティバルのために制作されたVRコンテンツ『Believe Your Eyes』がある。この作品はその後、アート・バーゼル・マイアミ・ビーチ、ニューヨークのSamsung 837、モントリオールのPhi Centreに巡回されており、2017年カンヌ国際映画祭のエンターテインメント部門で銀獅子賞を受賞している。
2019年7月には、同社初のテレビプロジェクト『The Third Day』が制作された。これはPlan B Entertainment、作家のデニス・ケリーとのパートナーシップの下、Sky Studios、HBOと共同で制作されたものである。ジュード・ロウ主演で、2020年にイギリスとアメリカで放送された。

## パンチドランク・エンリッチメント
2008年、創立メンバーのピーター・ヒギンが中心となり、コミュニティや学校へのアウトリーチに焦点を当てた「パンチドランク・エンリッチメント」という新しい部門を設立した。パンチドランク・エンリッチメントのプロジェクトは、パンチドランクが提供してきた没入型の体験が学習に対してもたらす可能性を探求するもので、小学校での体験型インスタレーション、ケアホームでの長編ストーリーテリングプロジェクト、ファミリーシアター制作など、主に子供や若者、高齢者をその対象としている。学校における教師主導のプロジェクト支援も行っており、教師が教室で没入型の体験を提供するためのスキル開発の機会を提供しているほか、研究開発活動も行っている。
パンチドランク・エンリッチメントによる主なプロジェクトは次の通り。
- Under the Eiderdown（2009-2014）：学校の生徒が魔法の骨董品店に招待され、創作活動に興味を示すように促す演劇体験[63]。
- Against Captain's Orders: A Journey into the Uncharted （2015）：ロンドンの国立海洋博物館で開催された子供向けの没入型展覧会[11]。
- Greenhive Green （2016）：Magic Meとの提携による、認知症の人を含むグリーンハイブ・ケアホーム入居者のためのプロジェクト[64]。
- Small Wonders （2018、2019）：5歳から11歳の子どもたちとその家族を対象にした体験型のイベント[65]。